# Ptilinopus arcanus
La tortora beccafrutta di Negros, colomba frugivora di Ripley, nota anche come colomba frugivora di Negros (Ptilinopus arcanus Ripley & Rabor, 1955) è un uccello della famiglia dei Columbidi, endemico dell'isola Negros nelle Filippine.

## Descrizione

### Dimensioni
La colomba frugivora di Ripley è un uccello di piccole dimensioni  rispetto alle altre specie di colombe frugivore infatti l'unico esemplare descritto, una femmina, misurava solo 16,5 centimetri di lunghezza la coda invece misurava 5,4 centimetri.

### Aspetto
Solo l'aspetto della femmina adulta è noto. Il piumaggio  è per lo più di colore verde brillante, con la fronte grigia e la pelle intorno agli occhi di colore giallo. Le  principali copritrici e le piume terziarie hanno ampi bordi gialli creando una striscia gialla sottile visibile anche quando le ali sono piegate. La gola è bianca, mentre la zona perianale e il fondo della coda sono di colore giallo. Il becco è nero e le zampe sono rosso-viola.

## Distribuzione e habitat

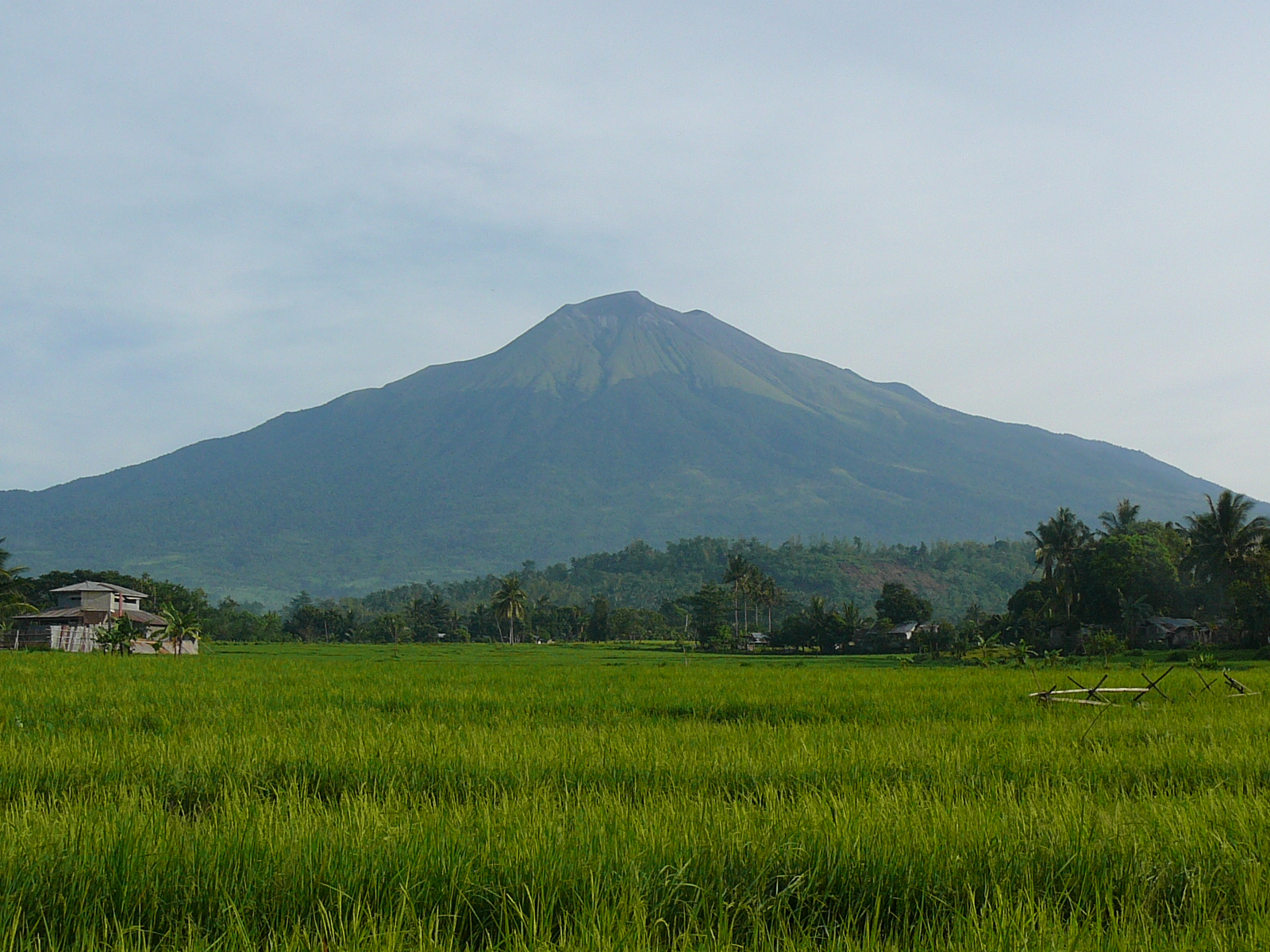
Monte Kanla-on

L'unico esemplare descritto è stato rinvenuto sull'isola di Negros nelle Filippine centrali. Si trovava in un bosco ai margini di una radura sul Monte Kanla-on ad un'altezza di circa 1.100 metri. Si sospetta che la specie preferisca habitat a quote più basse, come i boschi di dipterocarpi, e che sia stata spinta a quote più elevate dalla deforestazione nelle pianure. C'è qualche speranza che l'uccello viva inosservato sulla vicina isola di Panay visto che alcune specie di piccioni endemiche di Negros, vivono anche su quell'isola.

## Conservazione
La specie è stata avvistata l'ultima volta nel maggio del 1953 e descritta nel 1955. La specie si credeva estinta ma un avvistamento non confermato nel 2002 in una zona boschiva a sud di Negros ha dato la speranza che la specie possa ancora sopravvivere, e quindi la IUCN Red List elenca la specie come in pericolo critico di estinzione (Critically endagered), la popolazione superstite è probabile che sia meno di 50 uccelli. Le maggiori minacce per la colomba frugivora di Negros sono la distruzione dell'habitat per favorire l'agricoltura e la produzione di legname, e la caccia.